# Черенча
Черенча е село в Североизточна България. То се намира в община Шумен, област Шумен.

## География
Селото е разположено в подножието на най-високия хълм в Североизточна България – 501 надморска височина, в западната част на Шуменското плато. Намира се  на 18 км северозападно от град Шумен, в прехода между два от дяловете на шуменските височини. Източно от селото се извисява Новоселската планина, а хълмът Фисек, явяващ се най-западната част на Шуменското плато, отстои на запад от него.

## История
Село Черенча е основано през 764 г. Намерените находки свидетелстват за наличието на стара култура в землището му. Археолози откриват средновековна крепост в местността Хисарлъка, северозападно от ската „Фисек баир“. Основите на крепостните зидове, запазени и до днес, говорят за живота на хората през няколко епохи – от най-ранния 4 век пр.н.е. до Втората българска държава.
В района на селото (местност Фисека) е намерена ранносредновековна прабългарска сабя.
До Освобождението в с. Черенча е имало 100 – 110 къщи и населението е било мюсюлманско. След Освобождението започнала бавна, но сигурна емиграция на мюсюлманите – настъпила съществена промяна в демографския облик на селото.
Днешното село е възникнало вероятно със заселване на турските колониалисти. През 1901 г. тук се установява първият българин Димитър Колисолу. В периода до 1910 г. идват и много семейства от Кюстендилско, привлечени от доброто географско положение и благоприятния климат за развитие на основния поминък – земеделие и животновъдство. През 1946 г. се каптира водата и се създава водопроводна мрежа, а през 1950 – 1951 г. селото се електрифицира. Построява се мост между селата Черенча и Средня. Строителството му трае три години (1941 – 1943). Строежът се е ръководел от инж. Коеджиков.

## Население
Численост на населението според преброяванията през годините:
| \| Година на преброяване \| Численост \| \| --------------------- \| --------- \| \| 1934 \| 1222 \| \| 1946 \| 1363 \| \| 1956 \| 1154 \| \| 1965 \| 1075 \| \| 1975 \| 899 \| \| 1985 \| 719 \| \| 1992 \| 497 \| \| 2001 \| 415 \| \| 2011 \| 330 \| \| 2021 \| 307 \| |           |
| Година на преброяване | Численост |
| 1934 | 1222      |
| 1946 | 1363      |
| 1956 | 1154      |
| 1965 | 1075      |
| 1975 | 899       |
| 1985 | 719       |
| 1992 | 497       |
| 2001 | 415       |
| 2011 | 330       |
| 2021 | 307       |

### Етнически състав
Преброяване на населението през 2011 г.
Численост и дял на етническите групи според преброяването на населението през 2011 г.:
|                     | Численост | Дял (в %) |
| Общо                | 330       | 100,00    |
| Българи             | 66        | 20,00     |
| Турци               | 182       | 55,15     |
| Цигани              | 32        | 9,69      |
| Други               |           |           |
| Не се самоопределят |           |           |
| Неотговорили        | 46        | 13,93     |

## Обществени институции
Етнографска сбирка-музей със 100-годишна история се помещава в сградата на Начално училище „В. Левски“.
Детска градина и читалище „Паисий Хилендарски – 1927“ функционират в селото.